# Grundschule Lauchhammer-Süd

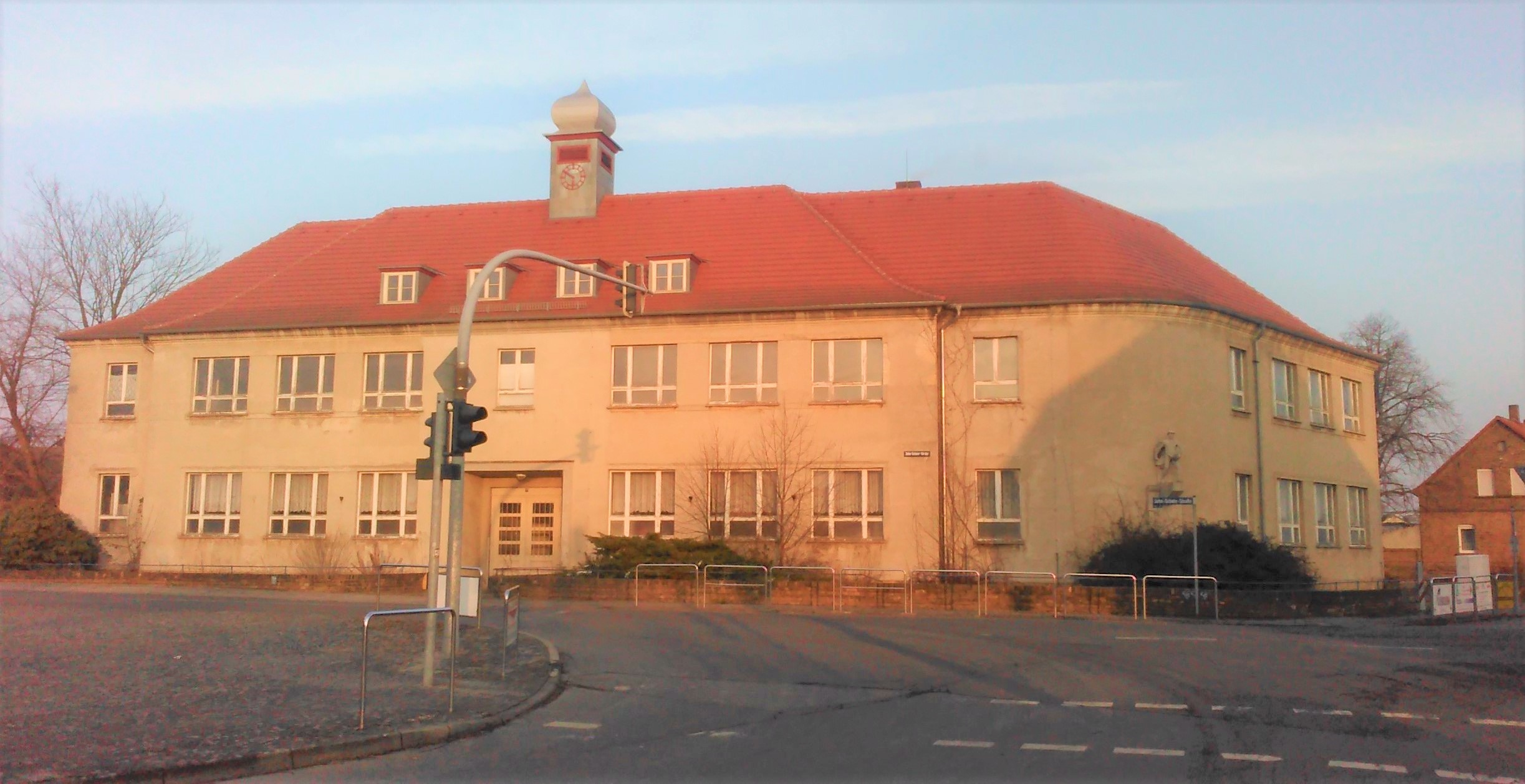
Schulgebäude

Das Gebäude der einstigen Grundschule Lauchhammer-Süd steht seit dem Jahr 1999 unter Denkmalschutz.

## Geschichte
Im Jahr 1934 im damaligen Dolsthaida (heute Lauchhammer-Süd) eröffnet, erfolgte bereits ein Jahr später ein Anbau und auch in den Folgejahren kam es mehrmals zu Erweiterungen des Schulkomplexes. So von 1969 bis 1972, als hier ein Mehrzweckgebäude mit Schulküche und Speisesaal entstand.
Von 1945 bis 1958 besaß die Schule den Status einer Grundschule, den sie nach einer Reform des Bildungswesens in der DDR in den Status einer Polytechnischen Oberschule (POS) änderte. Fortan trug sie den Namen POS V Lauchhammer-Süd. Im Jahr 1976 kam außerdem noch der Name John Schehr zu Ehren des 1934 in Berlin ermordeten kommunistischen Politikers hinzu, welchen die Schule allerdings nach der Wende im Jahr 1991 wieder ablegte.
Wegen sinkender Schülerzahlen stellte die Schule schließlich nach dem Schuljahr 1999/2000 ihren Betrieb ein.